# Kasih Dewa
Kasih Dewa is een bestuurslaag in het regentschap Muara Enim van de provincie Zuid-Sumatra, Indonesië. Kasih Dewa telt 527 inwoners (volkstelling 2010).